# كلبركة
كلبركة هي مدينة تقع في تقع في ولاية كارناتاكا جنوب الهند.
كانت سابقا تسمى «حسن آباد» وكانت من سنة 748 هـ إلى سنة 826 هـ حاضرة البهمنيون.
كما كانت سابقا ضمن مقاطعة حيدر آباد ثم ضمت إلى مقاطعة كارناتاكا التي انشئت سنة 1376 هـ (1956 م).

## المناخ
يظهر الجدول التالي التغييرات المناخية على مدار السنة لكلبركة:
| البيانات المناخية لـكلبركة        | البيانات المناخية لـكلبركة | البيانات المناخية لـكلبركة | البيانات المناخية لـكلبركة | البيانات المناخية لـكلبركة | البيانات المناخية لـكلبركة | البيانات المناخية لـكلبركة | البيانات المناخية لـكلبركة | البيانات المناخية لـكلبركة | البيانات المناخية لـكلبركة | البيانات المناخية لـكلبركة | البيانات المناخية لـكلبركة | البيانات المناخية لـكلبركة | البيانات المناخية لـكلبركة |
| الشهر                             | يناير                      | فبراير                     | مارس                       | أبريل                      | مايو                       | يونيو                      | يوليو                      | أغسطس                      | سبتمبر                     | أكتوبر                     | نوفمبر                     | ديسمبر                     | المعدل السنوي              |
| --------------------------------- | -------------------------- | -------------------------- | -------------------------- | -------------------------- | -------------------------- | -------------------------- | -------------------------- | -------------------------- | -------------------------- | -------------------------- | -------------------------- | -------------------------- | -------------------------- |
| متوسط درجة الحرارة الكبرى °م (°ف) | 29.8 (85.6)                | 32.0 (89.6)                | 35.0 (95.0)                | 38.0 (100.4)               | 38.5 (101.3)               | 34.0 (93.2)                | 30.0 (86.0)                | 30.5 (86.9)                | 31.0 (87.8)                | 31.0 (87.8)                | 29.6 (85.3)                | 29.0 (84.2)                | 32.4 (90.3)                |
| متوسط درجة الحرارة الصغرى °م (°ف) | 15.8 (60.4)                | 17.4 (63.3)                | 22.3 (72.1)                | 24.9 (76.8)                | 25.4 (77.7)                | 24.0 (75.2)                | 22.9 (73.2)                | 22.5 (72.5)                | 22.6 (72.7)                | 21.5 (70.7)                | 18.2 (64.8)                | 15.2 (59.4)                | 21.1 (69.9)                |
| الهطول مم (إنش)                   | 2.7 (0.11)                 | 4.4 (0.17)                 | 4.5 (0.18)                 | 18.1 (0.71)                | 39.4 (1.55)                | 119.1 (4.69)               | 116.5 (4.59)               | 148.4 (5.84)               | 186.6 (7.35)               | 105.2 (4.14)               | 27.9 (1.10)                | 4.6 (0.18)                 | 777.4 (30.61)              |
| المصدر: IMD                       |                            |                            |                            |                            |                            |                            |                            |                            |                            |                            |                            |                            |                            |

## أعلام
- أجاي سينغ
- علاء الدين بهمن شاه

## المصدر
1. ↑  GeoNames (بالإنجليزية), 2005, QID:Q830106
2. ↑  الشرق - بالصور.. حفل إفطار مسلمي غلبرغه الهندية بالدوحة نسخة محفوظة 20 أبريل 2016 على موقع واي باك مشين.
3. ↑  محمد وليد الجلاد، محمد وليد. "البهمنيون". الموسوعة العربية. هئية الموسوعة العربية سورية- دمشق. مؤرشف من الأصل في 23 سبتمبر 2015. اطلع عليه بتاريخ شوال 1435 هـ. {{استشهاد ويب}}: تحقق من التاريخ في: |تاريخ الوصول= (مساعدة) والوسيط |الأخير= و|مؤلف= تكرر أكثر من مرة (مساعدة)
4. ↑  معجم المشاريع الحسينيّة - الجزء الأوّل: دائرة المعارف الحسينية - آية الله الدکتور الشیخ محمّد صادق محمّد الکرباسي - Google Books نسخة محفوظة 24 ديسمبر 2019 على موقع واي باك مشين.